# 閻良区
閻良区（えんりょう-く）は、中華人民共和国陝西省西安市に位置する市轄区。

## 行政区画
- 街道:鳳凰路街道、新華路街道、振興街道、新興街道、北屯街道、武屯街道、関山街道